# Моргуненко Володимир Степанович
Володимир Степанович Моргуненко (12 жовтня 1905 — 28 лютого 1943), — український педагог, під час Другої світової війни — керівник підпільної антифашистської організації «Партизанська іскра», Герой Радянського Союзу.

## Біографія
В. С. Моргуненко народився 12 жовтня 1905 року в селі Катеринка Первомайського району Миколаївської області. З 1913 проживав у селі Скопіївці Добровеличківського району Кіровоградської області, де його батько був священиком[джерело?].
У 1928 році закінчив Добровеличківський педагогічний технікум з відзнакою. У 1937 році закінчив заочне відділення історичного факультету Одеського педагогічного інституту.

У 1928 почав педагогічну діяльність завідувачем початкової школи в селі Одая Голованівського району. Тут він вів активну громадську діяльність. Згодом був переведений до школи села Кумарі Первомайського району, допоміг в організації двох колгоспів, комсомольської організації. 1930 року був призначений директором Кримківської семирічки. За спогадами його дружини: 
«За цей період школа виросла у десятирічку. Із сусідніх сіл — Кумарів, Кам'яного Мосту, Степківки, Полтавки, Кам'яної Балки, із сіл Врадіївського району десятки юнаків і дівчат шли до середньої школи… Село переродилося. Виріс чудовий парк у центрі села, який посадила школа, а фруктовий сад, а клуб, а вечори і доповіді…».

## «Партизанська іскра»
Під час Другої світової війни Володимир Моргуненко разом з учнем 9-го класу Парфентієм Гречаним у жовтні 1941 року створив молодіжну партизанську організацію  опору румунському окупаційному режиму «Партизанська іскра» з учнів старших класів школи села Кримка, яка об'єднувала спочатку 17 партизан, потім збільшилась до 33 учасників.
Під керівництвом Моргуненка В. С. підпільники придбали 2 радіоприймача і друкарську машинку, завдяки чому мали змогу розповсюджувати новини Радінформбюро та листівки у селах Первомайського району: Кримці, Катеринці, Кумарах, Кам'яній Балці, Новоандріївці. Бойові підпільні групи були створені в усіх названих селах, очолювали їх колишні учні Володимира Степановича: Володя Вайсман, Поліна Лойченко, Дарина Дяченко, Надія Буревич. Партизани збирали зброю, боєприпаси, організовували саботаж, диверсії: перша військова операція була проведена іскрівцями на залізниці станції Кам'яний Міст — підірвавши 2 ешелони: три десятка вагонів, чотири цистерни з паливом, півтора десятка платформ з автомашинами та тягачами, два паротяги. У червні 1942 року «Партизанська іскра» пустила під укіс неподалік від села Кримка німецький військовий ешелон з 48 вагонів, платформ, завантажених воєнною технікою і боєприпасами, бензоцистерн з паливом.

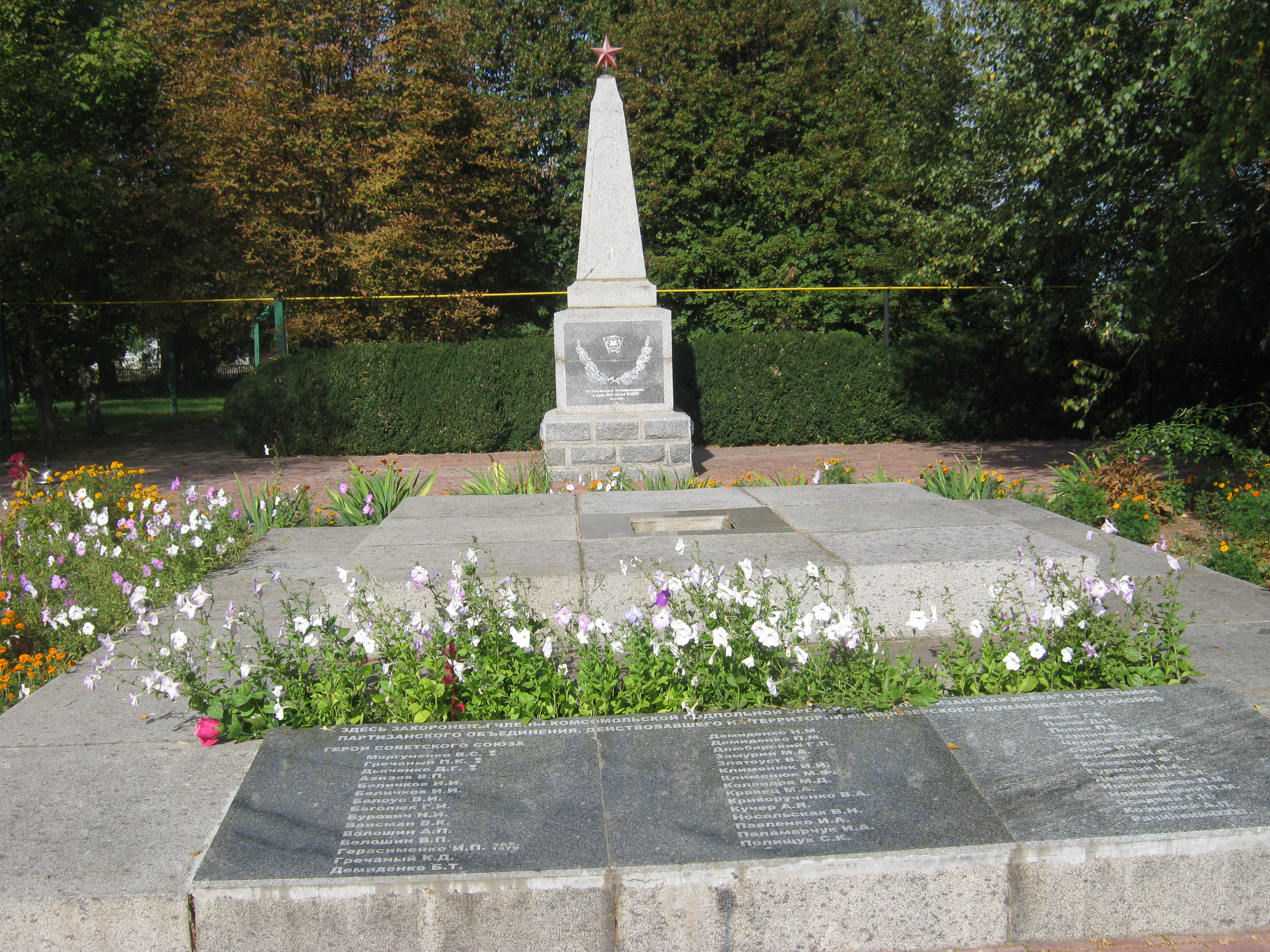
Братня могила підпільників

Під час бойового завдання у ніч на 15 лютого 1943 року була арештована група з 10 партизанів, наступного дня — ще четверо. У ніч з 17 на 18 лютого 1943 р. іскрівці на чолі з Парфентієм Гречаним здійснили напад на жандармський пост, де знаходились арештовані товариші, і звільнили їх. Після цього почалися арешти членів підпілля, до кінця лютого усі члени «Партизанської іскри», у тому числі в В. С. Моргуненко, були арештовані. Після нелюдських тортур вранці 28 лютого 1943 року Моргуненка та інших підпільників було розстріляно.

## Нагороди
1 липня 1958 року Указом Президії Верховної Ради Созу РСР Володимиру Степановичу Моргуненку, Парфентію Карповичу Гречаному, Дарії Григорівні Дяченко посмертно було присвоєно звання Героя Радянського Союзу.

## Пам'ять
- У липні 1944 року тіла вбитих підпільників перепоховали в сільському парку, який вони власноруч посадили перед війною. На честь іскрівців у Кримці було споруджено обеліск із написом: «Їх безсмертний подвиг запалюватиме багато поколінь радянської молоді на великі справи в ім'я щастя своєї Вітчизни». Школі, якою завідував Володимир Степанович, було присвоєно ім'я «Партизанської іскри» та започатковано музей підпільникам. 1967 року в селі створено меморіальний комплекс «Партизанської іскри».

- У 1966 році був спущений на воду балкер «Партизанська іскра», збудований на миколаївському Чорноморському суднобудівному заводі.

- На головному корпусі Південноукраїнського педагогічного університету імені К. Д. Ушинського відкрито меморіальну дошку випускникам — Героям Радянського Союзу Анатолію Коваленку, Володимиру Моргуненку та Василю Мусіну.